# Григорий Шелихов
Григорий Иванович Шелихов (Шелехов) е руски търговец, предприемач, изследовател и основател на първите руски селища в Аляска.

## Ранни години (1747 – 1783)
Роден е в търговско семейство в град Рилск, Курска губерния, през 1747 година. През 1773 г. заминава за Иркутск, където започва работа като чиновник при търговеца Иван Голиков. През 1775 г. решава да организира своя собствена компания за улов на морски животни и заминава за Охотск, където в периода 1776 – 1781 г., в компанията на други търговци, съоръжава и изпраща в морето 10 кораба.
През 1781 г. Шелихов предлага на Голиков план за експедиция към бреговете на Аляска за създаване на постоянни руски селища с цел подобряване на организацията на добива на ценни кожи, усвояването на нови територии, търсенето на полезни изкопаеми и създаване на постоянни търговски връзки с местните жители. След кратки колебания Голиков се съгласява да влезе със свои пари в компанията с условието, че Шелихов лично ще възглави експедицията. След като се завръща в Охотск, Шелихов организира строителството на 3 кораба за осъществяване на замисъла си.

## Експедиции (1783 – 1786)
В средата на август 1783 г. 3-те кораба „Трима светии“ с командир Герасим Григориевич Измайлов, „Симеон и Ана“ с командир Дмитрий Иванович Бочаров и „Свети Михаил“ начело с Шелихов със 192 души екипаж се отправят за Аляска. Поради бури и мъгли корабите се изгубват един друг и до Командорските о-ви, където провеждат първото зимуване, достигат само 2 кораба, а „Свети Михаил“ зимува на остров от Курилските о-ви.
След успешното зимуване в средата на юни 1784 г. корабите продължават на изток покрай Алеутските о-ви. В началото на 3 август влизат в залива Аляска и достигат южния бряг на остров Кодиак, където е заложено първото руско селище.
След като установява дружески отношения с аборигените на острова – ескимоси и алеути, Шелихов пристъпва към събиране на сведения за съседните острови и американското крайбрежие. Разпратените от него отряди изследват близколежащите острови и крайбрежието на Аляска и пристъпват към строителство на крепости на островите Афогнак и Шуяк, полуостров Кенай и по крайбрежието. Строят жилищни домове, складове и стопански постройки, сеят ечемик, просо, картофи, цвекло и ряпа, развъждат кози и свине. Вътре в крепостите построяват църкви, работилници, училища. Отношенията с местните жители са в общи линии добросъседски, което позволява да се развие търговията с тях на базата на изкупуване на ценни кожи.
През 1786 г. Шелихов преценява, че в общи линии е изпълнил задачата си и се връща в Русия.

## Късни години (1786 – 1795)
През април 1787 г. подава до иркутския генерал-губернатор „Записка“ с описание на плаването и дейността на първите заселници в Аляска. Към „Записката“ прилага: карта на плаването, географски и етнографски сведения, планове на разположението на крепостите и селищата. През 1788 г. двамата с Голиков пристигат в Петербург и предлагат на правителството обширен проект за по-нататъшно усвояване на Аляска, който преди това е одобрен от иркутския генерал-губернатор. Правителството се отнася благосклонно към проекта, но Екатерина II, боейки се от международни усложнения, отказва да го одобри. Отказът обаче не смущава Шелихов. През 1791 г. основава търговската Североизточна компания, която по-късно през 1799 прераства в Руско-американската търговска компания. След като се връща в Иркутск, продължава дейността си по създаването на нови клонове и селища на компанията на Алеутските и Курилските о-ви и островите на Берингово море.
Преждевременната му смърт го настига в самия разгар на подготовката за експедиция към Япония. Умира в Иркутск на 20 юли 1795 година, на 48-годишна възраст.

## Памет
Неговото име носят:
- връх Шелихов на остров Парамушир, Курилски острови;
- град Шелехов (52°12′ с. ш. 104°06′ и. д. / 52.2° с. ш. 104.1° и. д.) в Иркутска област, Русия;
- езеро Шелихов (Илиамна, 59°32′ с. ш. 155°10′ з. д. / 59.533333° с. ш. 155.166667° з. д.) в Аляска;
- залив Шелихов (57°08′ с. ш. 135°47′ з. д. / 57.133333° с. ш. 135.783333° з. д.) на западното крайбрежие на остров Крузов, архипелаг Александър, Аляска;
- залив Шелихов (60° с. ш. 158° и. д. / 60° с. ш. 158° и. д.) в североизточната част на Охотско море;
- залив Шелихов (50°22′ с. ш. 155°37′ и. д. / 50.366667° с. ш. 155.616667° и. д.) на Охотско море, на западното крайбрежие на остров Парамушир, Курилски острови;
- нос Шелихов (50°23′ с. ш. 155°35′ и. д. / 50.383333° с. ш. 155.583333° и. д.) на западния бряг на остров Парамушир, Курилски острови;
- проток Шелихов (57°53′ с. ш. 154°26′ з. д. / 57.883333° с. ш. 154.433333° з. д.) между Аляска на северозапад и остров Коудиак на югоизток;
- река Шелихов (устие, 50°22′ с. ш. 155°36′ и. д. / 50.366667° с. ш. 155.6° и. д.) на остров Парамушир, Курилски острови;
- селище Шелихово (50°22′ с. ш. 155°37′ и. д. / 50.366667° с. ш. 155.616667° и. д.) на остров Парамушир, Курилски острови;
- селище Шелихово (51°01′ с. ш. 138°36′ и. д. / 51.016667° с. ш. 138.6° и. д.) в Хабаровски край, Русия, на десния бряг на река Амур.

Името на Дмитрий Иванович Бочаров носят:
- връх Бочаров в Аляска, в близост да езерото Бочаров;
- езеро Бочаров (57°56′ с. ш. 156°27′ з. д. / 57.933333° с. ш. 156.45° з. д.) в Аляска на п-ов Аляска;
- река Бочаров в Аляска на п-ов Аляска, вливаща се в езерото Бочаров.